# جلد عظمي

هيكل عظمي مصنوع من الجلد العظمي معروضٌ في متحف علم العظام

الجِلْد العَظمي هو هيكل جلدي صغير يتواجدُ معَ الأدمة؛ وقد عُثر عليه لدى كائنات حيّة لا زالت موجودة وأخرى انقرضت منذ زمن بعيد. تتواجدُ الجلود العظمية لدى الزواحف والبرمائيات بما في ذلك السحالي، التماسيح، الضفادع، مقسومات الفقار ومجموعات مختلفة من الديناصورات وأبرزها الأنكيلوصوريات، الأيتوصوريات، لوحيات الأسنان بالإضافةِ إلى الإكتيوصور.
إن الجلد العظمي غيرُ مألوف في الثدييات؛ وعلى الرغمِ من ذلك فقد عُثر عليهِ في العديد من غريبات المفاصل مثل المدرع وأخدوديات الأسنان وكذا في الكسلان الأرضي. لقد تطوّرت الحيوانات العظمية بشكلٍ مستقل؛ وتُعتبر نظائر تشريحية لا متجانسة ولا تُشير بالضرورة إلى الأحاديات. في كثيرٍ من الحالات؛ قد تعملُ الجلود العظميّة كدروع دفاعية حيث تتكوّن من أنسجة عظمية مستمدة من مجموعة من العُروف العصبية.
يتمّ تنعيم الأوعية الدموية في التماسيح الحديثة بشكل كبير؛ كما تعملُ كدروع ومبادلات حرارية، ما يسمح لهذه الزواحف الكبيرة برفع أو خفض درجة حرارتها بسرعة. تلعبُ الجلود العظمية وظيفة أخرى تتمثلُ بالأساس في تحييد الحَماض الناجم عن البقاء تحت الماء لفترات أطول من اللازم ما يتسبّب في تراكم ثاني أكسيد الكربون في الدم، حينها سينتشرُ الكالسيوم والمغنيسيوم في الجلد العظمي الذي يُطلق أيونات قلويّة في مجرى الدم لتكون بمثابة عازلة ضد تحمض سوائل الجسم.